# Tomás Pina
Tomás Pina Isla (Villarta de San Juan, 14 oktober 1987) is een Spaans voetballer die als centrale middenvelder speelt.

## Clubcarrière
Pina debuteerde in 2007 in het eerste elftal bij CD Móstoles. In 2008 trok hij naar RCD Mallorca, waar hij aanvankelijk in het tweede elftal speelde. Hij debuteerde voor RCD Mallorca op 31 januari 2010 in de Primera División tegen Xerez CD. In drie seizoenen speelde hij 77 competitiewedstrijden voor RCD Mallorca. Op 5 juli 2013 werd hij voor vijf miljoen euro verkocht aan dan het gepromoveerde Villarreal CF. Hij tekende een vijfjarig contract bij zijn nieuwe club. Op 4 oktober 2013 scoorde hij zijn eerste treffer voor Villarreal in de competitiewedstrijd tegen Granada CF.
In 2016 verhuisde Pina naar Club Brugge, dat drie miljoen euro voor hem betaalde. De middenvelder kon zich in België echter nooit echt doorzetten, waarop hij een jaar later al werd uitgeleend aan Deportivo Alavés. De Baskische club nam hem op het einde van het seizoen definitief over.

## Clubstatistieken
| Seizoen | Club               | Land            | Competitie         | Competitie | Competitie | Beker | Beker | Internationaal | Internationaal | Totaal | Totaal |
| Seizoen | Club               | Land            | Competitie         | Wed.       | Dlp.       | Wed.  | Dlp.  | Wed.           | Dlp.           | Wed.   | Dlp.   |
| ------- | ------------------ | --------------- | ------------------ | ---------- | ---------- | ----- | ----- | -------------- | -------------- | ------ | ------ |
| 2009/10 | RCD Mallorca       | Vlag van Spanje | Primera División   | 1          | 0          | 0     | 0     | —              | —              | 1      | 0      |
| 2010/11 | RCD Mallorca       | Vlag van Spanje | Primera División   | 9          | 0          | 2     | 0     | —              | —              | 11     | 0      |
| 2011/12 | RCD Mallorca       | Vlag van Spanje | Primera División   | 31         | 1          | 1     | 0     | —              | —              | 32     | 1      |
| 2012/13 | RCD Mallorca       | Vlag van Spanje | Primera División   | 36         | 0          | 1     | 0     | —              | —              | 37     | 0      |
| 2013/14 | Villarreal CF      | Vlag van Spanje | Primera División   | 35         | 2          | 4     | 0     | —              | —              | 39     | 2      |
| 2014/15 | Villarreal CF      | Vlag van Spanje | Primera División   | 22         | 0          | 8     | 0     | 9              | 1              | 39     | 1      |
| 2015/16 | Villarreal CF      | Vlag van Spanje | Primera División   | 27         | 0          | 2     | 0     | 7              | 1              | 36     | 1      |
| 2016/17 | Club Brugge        | Vlag van België | Jupiler Pro League | 6          | 1          | 0     | 0     | 5              | 0              | 11     | 1      |
| 2017/18 | → Deportivo Alavés | Vlag van Spanje | Primera División   | 30         | 1          | 3     | 0     | —              | —              | 33     | 1      |
| 2018/19 | Deportivo Alavés   | Vlag van Spanje | Primera División   | 28         | 2          | 0     | 0     | —              | —              | 28     | 2      |
| 2019/20 | Deportivo Alavés   | Vlag van Spanje | Primera División   | 13         | 1          | 0     | 0     | —              | —              | 13     | 1      |
| Totaal  | Totaal             | Totaal          | Totaal             | 238        | 8          | 21    | 0     | 21             | 2              | 280    | 10     |

## Erelijst
| Belgische Supercup | 1x | 2016 |

1 Sivera ·
2 Gorosabel ·
3 Duarte ·
4 Sedlar ·
5 Abqar ·
6 Guevara ·
7 Sola ·
8 Blanco ·
10 Hagi ·
11 Rioja  ·
14 Tenaglia ·
15 García ·
16 Marín ·
17 Alkain ·
18 Guridi ·
20 Simeone ·
21 Rebbach ·
22 Vicente ·
23 Benavídez ·
26 Álvarez ·
26 López ·
29 Panichelli ·
31 Owono ·
32 Omorodion ·
33 Rodríguez ·
Coach: García